# Новосільська сільська рада (Черняхівський район)
Новосільська сільська рада (до 1928 року — Колоніє-Черняхівська сільська рада, у 1928—46 роках — Нейнборнська сільська рада) — колишня адміністративно-територіальна одиниця та орган місцевого самоврядування у Черняхівському районі Волинської округи, Київської та Житомирської областей Української РСР з адміністративним центром у селі Новосілка.

## Населені пункти
Сільській раді на час ліквідації були підпорядковані населені пункти:
- с. Новосілка

## Населення
Кількість населення ради, станом на 1923 рік, становила 1 720 осіб, кількість дворів — 275.
Кількість населення сільської ради, станом на 1924 рік, становила 1 554 особи.
Кількість населення ради, станом на 1931 рік, становила 1 396 осіб.

## Історія та адміністративний устрій
Створена 1923 року, як Колоніє-Черняхівська сільська рада, в колонії Черняхів Черняхівської волості Житомирського повіту Волинської губернії. 18 лютого 1923 року, відповідно до рішення Волинської ГАТК (протокол № 1 «Про об'єднання населених пунктів у сільради, зміну складу і центрів сільрад», до складу ради приєднано кол. Плехів Клітищенської сільської ради Черняхівської волості. 7 березня 1923 року увійшла до складу новоствореного Черняхівського району Житомирської (згодом — Волинська) округи. 23 лютого 1924 року, відповідно до рішення Волинської ГАТК (протокол № 7/2 «Про зміни меж округів, районів та сільрад»), кол. Плехів перечислено у підпорядкування Клітищенської сільської ради Черняхівського району. 22 лютого 1928 року сільську раду перейменовано у Нейнборнську через перейменування її адміністративного центру на кол. Нейборн. 7 червня 1946 року, відповідно до указу Президії Верховної ради Української РСР «Про збереження історичних найменувань та уточнення і впорядкування існуючих назв сільрад і населених пунктів Житомирської області», сільську раду перейменовано на Новосільську через перейменування її адміністративного центру на с. Новосілка.
Станом на 1 вересня 1946 року сільська рада входила до складу Черняхівського району Житомирської області, на обліку в раді перебувало с. Новосілка.
Ліквідована 7 січня 1963 року, відповідно до рішення Житомирського облвиконкому № 16 «Про об'єднання та ліквідацію деяких сільських і селищних рад», територію ради та с. Новосілка приєднано до складу Черняхівської селищної ради Черняхівського району Житомирської області.